# Стигматизація ожиріння
Стигматизація ожиріння або жирофобія, це поняття також називають бодішеймінг — негативне виділення суспільством людей із ожирінням з відповідним стереотиповим набором соціяльних реакцій на цю групу індивідів. Схожим явищем є стигматизація маси тіла, яку іноді визначають як упередження та дискримінуюче ставлення до осіб на підставі їхньої маси тіла.
Такі соціальні стигми можуть охоплювати все життя людини, поки у неї надмірна вага, з молодого віку і до зрілого віку.  Декілька досліджень з усього світу (наприклад, Сполучені Штати, Університет Марбурга, Університет Лейпцигу) вказують на те, що люди з ожирінням стикаються з вищим рівнем стигматизації порівняно зі своїми худішими колегами. Крім того, вони одружуються рідше, мають менше можливостей здобути освіти та мати кар’єру й в середньому отримують менший дохід, ніж особи з нормальною вагою.  Хоча державна підтримка служб інвалідності, громадянські права та закони проти дискримінації на робочому місці захищають людей з ожирінням, люди з надмірною вагою та ожирінням все ще зазнають дискримінації, що може мати шкідливі наслідки для фізіологічного та психологічного здоров'я. Ці проблеми ускладнюються суттєвими негативними фізіологічними ефектами, пов'язаними з ожирінням .

## Характеристика
Вагова стигма може визначатися такими аспектами:
1. Людині не потрібно мати зайву вагу або ожиріння, щоб відчувати стигму, пов’язану з вагою. [5]
2. Дослідження показали, що стигматизація ваги підсилює поведінку, що сприяє ожирінню. [6]
3. Багато груп, які зазнають стигматизації, як правило, є меншинами. Особи із зайвою вагою та ожирінням становлять більшість населення Сполучених Штатів та інших частин світу. [7]
4. Особи, які мають надмірну вагу або хворі на ожиріння, як правило, знецінюють свою власну групу та віддають перевагу негрупі (тобто худим людям). [8]

## Поширеність
Дослідження показують, що випадки дискримінації за вагою, зросли за останні кілька десятиліть.  Особи, які зазнають стигми, пов'язаної із вагою, оцінюються більш негативно в порівнянні з іншими групами, такими як сексуальні меншини, та особами з психічними захворюваннями. 
У низці досліджень було встановлено, що медичні працівники часто мають явні та/або неявні упередження щодо людей із надмірною вагою, і було встановлено, що пацієнти з надмірною вагою можуть отримувати нижчу якість допомоги внаслідок своєї ваги.  Встановлено, що медичні працівники, які спеціалізуються на лікуванні ожиріння, мають сильні негативні асоціації з ожирінням. 
В іншому дослідженні діти дошкільного віку повідомили, що віддають перевагу дітям із середньою вагою ніж дітям із надмірною вагою як друзями.  Як наслідок упередженості проти жиру, люди з надмірною вагою часто відчувають наслідки в багатьох аспектах суспільства, включаючи юридичні та трудові проблеми пізніше у своєму житті.  Люди з надмірною вагою також стикаються з проблемами, спричиненими збільшенням ваги, такими як зменшення тривалості життя, проблеми із суглобами та задишкою. 
Згідно з оглядом  досліджень, опублікованим 2010 року, заходи, спрямовані на зменшення упереджень та соціальної стигматизації ожиріння, в основному неефективні. 